# Panserbataljon
 Denne artikel omhandler overvejende eller alene danske forhold. Hjælp gerne med at gøre artiklen mere almen.
En panserbataljon er en slagkraftig, bevægelig kampstyrke.
I Danmark (pr. 2010) består en panserbataljon af en stab, en stabseskadron, tre kampvognseskadroner med i alt 30 kampvogne og et panserinfanterikompagni.
Der er én panserbataljon i den danske hær. Denne er garnisoneret på Holstebro kaserne som del af Jydske Dragonregiment (JDR)

## Historisk udvikling i Danmark
Tilbage i 1953 fik Danmark de to første panserbataljoner henholdsvis ved Jydske Dragonregiment (JDR) og Gardehusarregimentet (GHR).
Disse bataljoners primærkampvogn var Centurionen.
Ved forsvarsforliget i 1961, der lagde grunden til loven om brigadeordningen, blev der oprettet fem panserbataljoner, én til hver af de fem nye brigader. frem til 1967 var der 42 kampvogne i en panserbataljon.
Disse nye bataljoner var den enkelte brigades tyngdeenhed og den mest slagkraftige. I perioden 1968 frem til 1987  var der 20 kampvogne i alle panserbataljonerne.
Fordelingen af eskadroner/kompagnier var som følger: 
- en stab
- en stabseskadron
- to kampvognseskadroner (1 & 2 KVGESK)
- et panserinfanterikompagni (3 PNINFKMP)
- et motoriseret infanterikompagni (4 MOTINFKMP)

Panserbataljonerne var fordelt med tre ved JDR (I/JDR, II/JDR og III/JDR) og to ved GHR (I/GHR og II/GHR). Dog var det ikke alle eskadroner/kompagnier, der var operative i dagligdagen. Værnepligtige på skift blev uddannet til mobilisering ved infanterikompagnierne og stabseskadronerne og i perioder også ved kampvognseskadronerne, "to-års eskadroner", ellers var det fast personel, der var i kampvognseskadronerne. I 1972 blev en bataljon (II/GHR) overført til Sjællandske Livregiment (II/SJLR).
I 1987 bliver I/GHR og II/SJLR tilført en ekstra eskadron således at de hver havde 30 centurion kampvogne, samtidig udfasede man det motoriserede infanterikompagni fra de to panserbataljoner. Med indkøb af yderelig af 110 leopard1 kampvogne i 1993 kunne man fra 1994 også tilføre de tre panserbataljoner i Jylland en tredje eskadron så de også havde 30 kampvogne pr bataljon.   
- en stab
- en stabseskadron
- tre kampvognseskadroner (1, 2 & 3 KVGESK)
- et panserinfanterikompagni (4 PNINFKMP)

I 2005 blev fire panserbataljoner nedlagt og kun I/JDR er tilbage i Holstebro. I dag består bataljonen af:
- en stab
- en stabseskadron
- to kampvognseskadroner (1 & 2 KVGESK)
- et mekaniseret infanterikompagni (3 MEKINFKMP)

### Tidslinje
| Enhed                             | 1961   | 1968    | 1974    | 1976    | 1984    | 1988    | 1994    | 1997    | 2001    | 2005 |
| --------------------------------- | ------ | ------- | ------- | ------- | ------- | ------- | ------- | ------- | ------- | ---- |
| 1 Jyske Brigade                   | I/JDR  | I/JDR   | I/JDR   | I/JDR   | I/JDR   | III/JDR | III/JDR | III/JDR | I/JDR   |      |
| 2 Jyske Brigade                   | II/JDR | II/JDR  | II/JDR  | II/JDR  | II/JDR  | II/JDR  | II/JDR  |         |         |      |
| 3 Jyske Brigade                   |        | III/JDR | III/JDR | III/JDR | I/PLR   | I/JDR   | I/JDR   | I/JDR   | V/GHR   |      |
| 1 Sjællandske Brigade             | I/GHR  | I/GHR   | I/GHR   | I/GHR   | I/GHR   | I/GHR   | I/GHR   | I/GHR   | I/GHR   |      |
| 2 Sjællandske Brigade             | II/GHR | II/GHR  | II/GHR  | II/SJLR | II/SJLR | II/SJLR |         |         |         |      |
| 3 Sjællandske Brigade             |        | III/GHR | III/GHR |         |         |         |         |         |         |      |
| Den Danske Internationale Brigade |        |         |         |         |         |         | II/SJLR | II/SJLR | III/JDR |      |
| Danske Division                   |        |         |         |         |         |         |         | II/JDR  | II/JDR  |      |

## Danske panserbataljoner
| Skjold | Navn    | Oprettet | Nedlagt      | Underlagt | Bemærkninger |
| ------ | ------- | -------- | ------------ | --- | --- |
|        | I/JDR   | 1953     | Stadig Aktiv | - 1 Jyske Brigade (1961-1987) - 3 Jyske Brigade (1987-2000) - 1 Jyske Brigade (2000-2004) - 1 Brigade (2004-) | - 1 Eskadron (Niels Kjeldsens eskadron) deltog i Operation Bøllebank 1994 - 2 Eskadron blev i 1976 den første til at bruge Leopard 1 i Danmark blev den sidste eskadron der afleverede dem, inden bataljonen fik Leopard2 - Eneste panserbataljon der fra 1996-2011 havde alle tre kampvognseskadroner operative                                            |
|        | II/JDR  | 1955     | 2004         | - 2 Jyske Brigade (1961-1996) - Danske Division (1997-2004)                                                   | - Oprettet i 1953 som Motorvognsbataljon - omenkadreret til panserbataljon i 1955 - Bataljonen blev lagt mølposen i 1996, i 2004 blev den omstruktureret til en uddannelsesbataljon - I 2011 blev II/JDR genoprettet som en panserinfanteribataljon |
|        | III/JDR | 1955     | 2004         | - 3. Jyske Brigade (1961-1987) - 1. Jyske Brigade (1987-2000) - DIB (2000-2004)                               | - Bataljonen var i mølposen fra 1969 til 1986, hvor den blev gjort aktiv - Selv om regimentet, JDR ligger i Holstebro, havde denne bataljon garnison i Oksbøllejren. - Første bataljon til at bruge Leopard 2 - Som mobiliseringsbataljon var III/JDR fra 1984 til 1987 midlertidigt opstillet som panserinfanteribatljon i stedet for I/PLR                |
|        | I/GHR   | 1953     | 2004         | - 1. Sjællandske Brigade                                                                                      | - 1 Eskadron var den sidste i Danmark til at bruge Centurion da denne først fik Leopard 1 i 1996 - I 2004 blev I/GHR stukturert om til en Panserinfanteribataljon |
|        | II/GHR  | 1969     | 1976         | - 2 Sjællandske Brigade                                                                                       | - Oprettet i 1953 som Motorvognsbataljon, - Panserbataljon blev overført Sjællandske Livregiment (II/SJLR) i 1976 - Bataljonen blev som motoriseretbataljon lagt mølposen i 1976 frem til 2004 hvor den blev omstruktureret til en uddannelsesbataljon - 2011 genoprettet som panserinfanteribataljon                                                       |
|        | III/GHR | 1969     | 1974         | - 3. Sjællandske Brigade                                                                                      | - Opstillet som mobiliseringsbatljon - Lavet om til opklaringsbataljon i 1974 |
|        | V/GHR   | 2000     | 2004         | - 3 Jyske Brigade                                                                                             | - Omdøbt fra II/SJLR i 2000 da regimenterne GHR og SJLR blev sammenlagt - Bataljonen var i mølposen, alle fem år |
|        | II/SJLR | 1976     | 2000         | - 2 Sjællandske Brigade (1976-1992) - DIB (1992-2000)                                                         | - Bataljon kom fra GHR (II/GHR) i 1976 hvor II/SJLR gik fra at være i mølposen som en motoriseretinfanteribataljon til en operativ panserbataljon. - 3 Eskadron er den eneste der har været udsendt som en DIB-aktiverede eskadron med soldater på reaktionkontrakt, dog med en operativ deling udlånt fra GHR - Omdøbt til V/GHR (2000) og lagt i mølposen |
|        | I/PLR   | 1984     | 1987         | - 3 Jyske Brigade                                                                                             | - Midlertidigt opstillet som panserbataljon i stedet for III/JDR |